# Добролюбов, Валентин Александрович
Валентин Александрович Добролюбов (3 июня 1908, Гатчина — 27 апреля 1982, Новосибирск) — советский архитектор, член Союза Архитекторов СССР.

## Биография
Родился 3 июля 1908 года в Гатчине. Отец был бухгалтером, мать — домохозяйкой.
В Омске окончил среднюю школу, затем в 1929 году — архитектурно-строительное отделение Омского художественно-промышленного техникума имени М. А. Врубеля (специальность — техник-архитектор).
С 1929 по 1943 год был архитектором в новосибирских «Горстройпроекте» и «Кузбассжилстрое», хозяйственно-строительном отделе ОГПУ, на строительстве театра оперы и балета.
В 1943—1948 годах работал архитектором в Новосибирском областном управлении сельского и колхозного строительства, с 1948 по 1953 — в «Горпроекте». В 1953—1982 годах занимал должность главного архитектора в институте «Сибгипроречтранс».
Умер 27 апреля 1982 года в Новосибирске.

## Работы
Валентин Добролюбов — автор и соавтор многих архитектурных объектов Новосибирска: НГАТОиБ, реконструкция горисполкома (1948), Клуб Тяжстанкогидропресса (1952), Дом культуры имени Жданова (1953), ансамбль площади Калинина (в конце 1940-х — начале 1950-х), здание жилого дома с общежитием (Красный проспект, 73), Новосибирский институт инженеров водного транспорта (1952—1954), здание на улице Фабричной, 8, Западно-Сибирское речное пароходство с «Сибгипротрансом» и жилыми секциями (площадь Свердлова), речной вокзал Октябрьской пристани (конец 1950-х — начало 1970-х).
- Здание Горисполкома, реконструкция совместно с Н. С. Кузьминым, 1948.
- Клуб Тяжстанкогидропресса, совместно с С. А. Платеком, 1952.